# Клуббин
Клуббин (на фарьорски: Klubbin) е връх разположен на остров Фуглой, Фарьорски острови, Дания. Височината му е 644 m н.в.